# Maharadja
Maharadja är sanskrit för ”stor konung”. I kontextuell betydelse är en maharadja en furste. Vissa maharadjor, till exempel i Kashmir, kunde dock tidigare ses som kungar. Vid Indiens självständighet fanns drygt 600 furstestater, och i de fall fursten var hindu benämndes han ”maharadja”.